# Dipseudopsis itremensis
Dipseudopsis itremensis is een schietmot uit de familie Dipseudopsidae. De soort komt voor in het Afrotropisch gebied.